# Borealopelta
Borealopelta är ett utdött släkte i familjen nodosaurider inom ordningen fågelhöftade dinosaurier. Den hittills enda beskrivna arten är Borealopelta markmitchelli. Släktnamnet är bildat av det latinska ordet för nordlig och det grekiska ordet för sköld.
Släktet är känt från ett fossil som upptäcktes 2011 i Alberta i Kanada. Enligt uppskattningar vägde dessa dinosaurier 1400 kg och de nådde en längd av cirka 5,5 meter. Det vetenskapliga namnet för arten hedrar Mark Mitchell som hade frilagd fossilet från de omgivande sedimenten. När fossilet undersöktes hittades rester av ett rödbrunt pigment som indikerar att djuret hade en färgglad ovansida. Enligt andra forskare kan pigmentet komma från sedimenten som omgivit fossilet.